# Sulęcin
Sulęcin [su'lɛnt͡ɕin] (deutsch Zielenzig) ist eine Stadt in der polnischen Woiwodschaft Lebus mit 10.005 Einwohnern. Sie ist Sitz der gleichnamigen Stadt-und-Land-Gemeinde mit 15.633 Einwohnern (Stand 31. Dezember 2020) und Kreisstadt des Powiats Sulęciński.

## Geografische Lage
Die Stadt liegt in der Neumark im Tal des kleinen Warthe-Nebenflusses Postomia (Postumfließ). Die umgebende Landschaft ist geprägt durch die Lebuser Seenplatte und zahlreiche Erhebungen, von denen sich die Góra Bukowiec (Buchwaldhöhe) mit 227 Metern besonders hervorhebt. Als nächste größere Stadt ist Gorzów Wielkopolski (Landsberg an der Warthe) 45 Kilometer nördlich entfernt. Die Autobahn Berlin – Posen führt 16 Kilometer südlich vorbei. Anschluss bestand bis 2013 an die Eisenbahnlinie Rzepin–Międzyrzecz.

## Geschichte
Ausgrabungen belegen, dass in der Zielenziger Region schon im 2. Jahrtausend v. Chr. gesiedelt wurde.
In Zielenzig bestand eine slawische Siedlung. 1241 gestattete der Bischof Heinrich von Lebus dem Grafen Mrotzko, in Zielenzig eine deutsche Siedlung zu begründen. Dies ist die älteste erhaltene Urkunde, in der der Ort erwähnt wurde. 1244 ging Zielenzig an den Templerorden. Dabei wurde es als Stadt (civitas) bezeichnet.
Nach 1253 kam Zielenzig unter die Herrschaft der Markgrafen von Brandenburg, die 1269 hier eine hölzerne Burg errichten ließen. Die Burg wurde noch im selben Jahr im Zuge kriegerischer Auseinandersetzungen von Herzog Bolesław von Polen zerstört. 1286 übergab Markgraf Otto IV. das oppidum (Städtchen) Zielenzig wieder an den Templerorden.
Nach 1312 kam Zielenzig an den Johanniterorden. Dieser verpfändete das Städtchen 1318 an den brandenburgischen Markgrafen Woldemar. 1322 kauften die Johanniter Zielenzig vom schlesischen Herzog Heinrich zurück. 1326 huldigten die Bürger jedoch dem damals noch unmündigen wittelsbachischen Markgrafen Brandenburgs, Ludwig dem Brandenburger, ältester Sohn des römisch-deutschen Königs Ludwig IV. dem Bayer. Erst seit 1350 gehörte Zielenzig wieder den Johannitern, die es dann bis 1810 besaßen.
Die 1419 in Böhmen ausgebrochenen Hussitenkriege griffen bis nach Zielenzig über, wo großer Schaden angerichtet wurde.
Während der schwedisch-polnisch-brandenburgischen Auseinandersetzungen wurde 1658 in Zielenzig ein Waffenstillstand zwischen Brandenburg und Schweden geschlossen, woraufhin Brandenburg von der polnischen auf die schwedische Seite wechselte.
1733 stattete Preußenkönig Friedrich Wilhelm I. der Stadt einen Besuch ab. Während der napoleonischen Kriege waren zeitweilig französische Soldaten in Zielenzig stationiert.

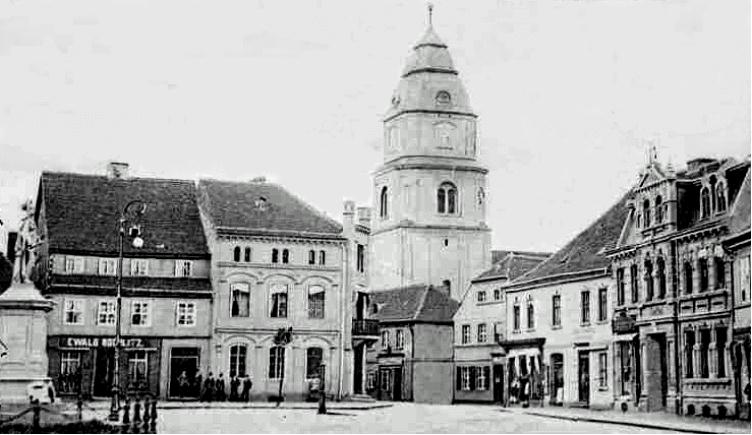
Zielenzig um 1900

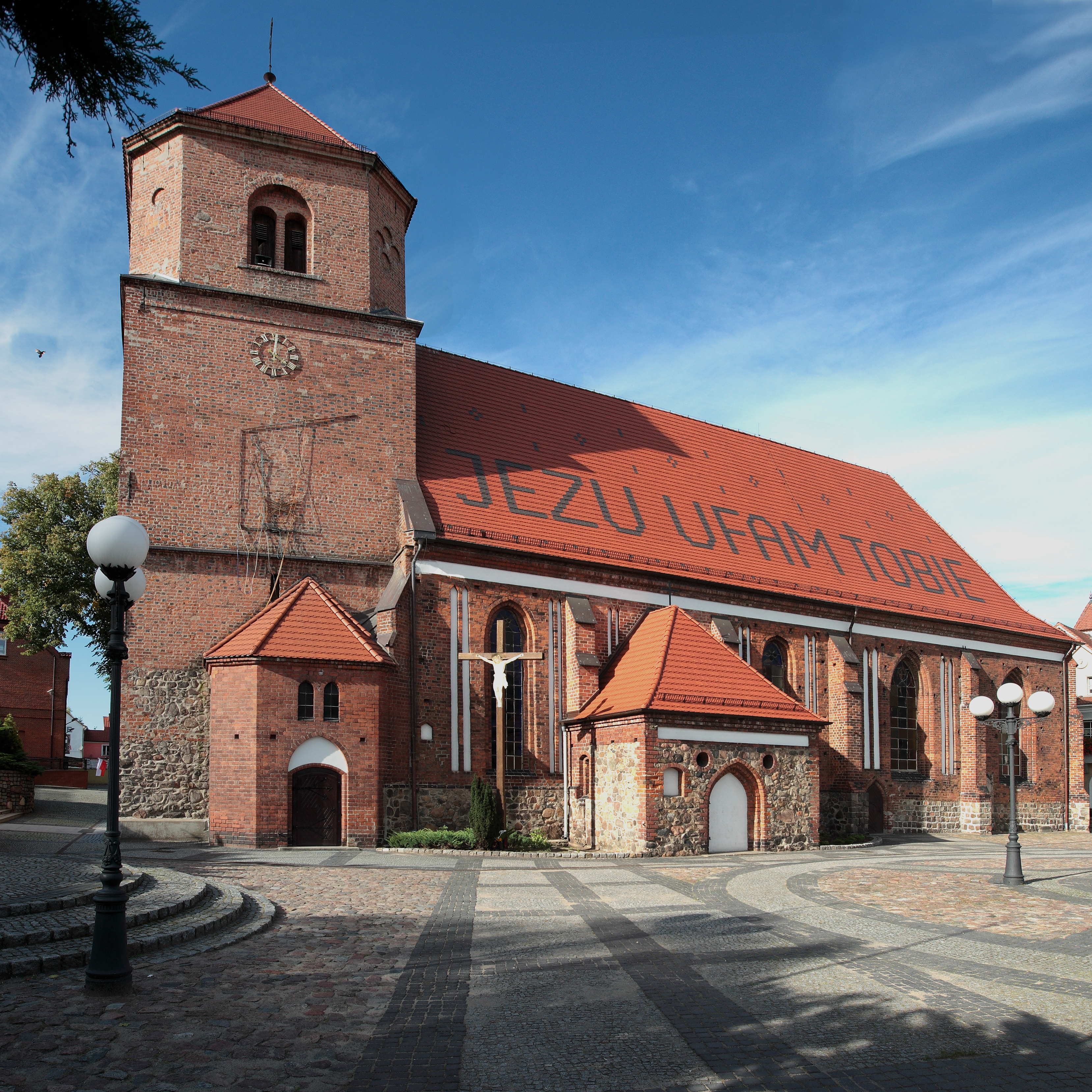
St.-Nikolai-Kirche

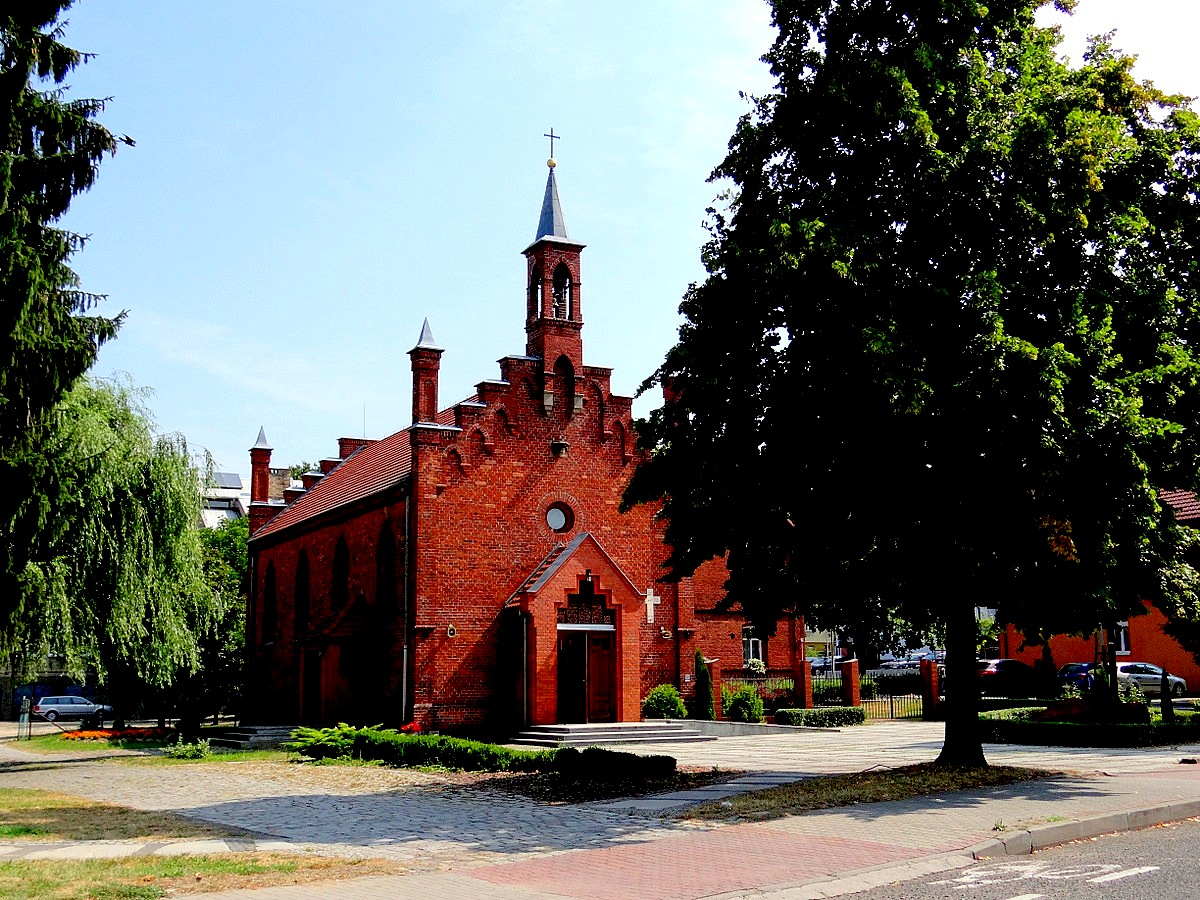
St.-Heinrich-Kirche

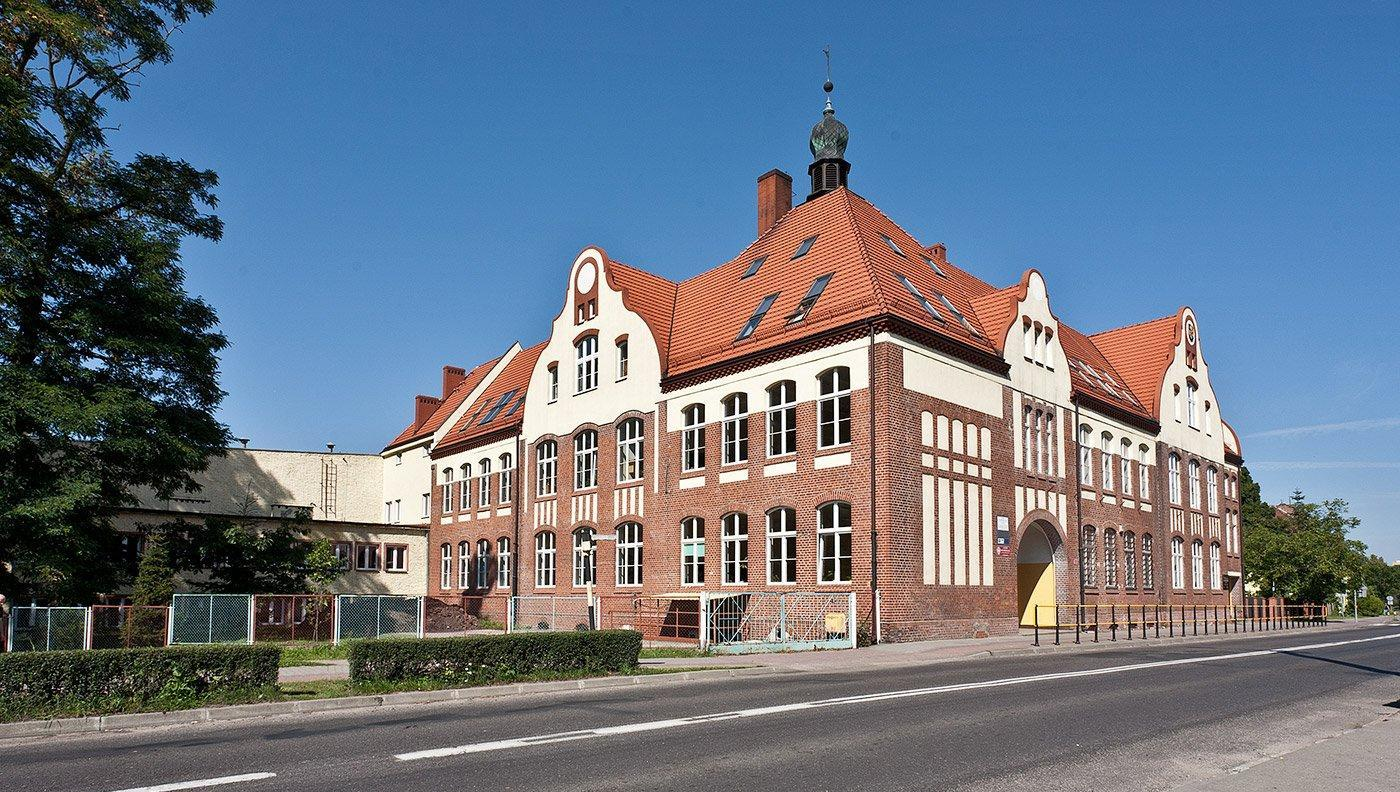
Schulgebäude

Nach der neuen preußischen Kreiseinteilung von 1815 wurde Zielenzig dem neumärkischen Kreis Sternberg zugeordnet und war bis 1852 dessen Verwaltungssitz. Zwischen 1821 und 1828 kam es in der Stadt wiederholt zu Feuersbrünsten. Im Jahr 1850 hatte die Stadt 485 Häuser.
Ab 1849 war das königliche Kreisgericht Zielenzig das zuständige Eingangsgericht. Ab 1879 übernahm das Amtsgericht Zielenzig diese Rolle.
Nach der Teilung des Kreises im Jahre 1873 wurde Zielenzig Kreisstadt des neuentstandenen Kreises Oststernberg. Zu dieser Zeit waren Textilmanufakturen und Mühlen die wichtigsten Erwerbszweige, und die Stadt hatte Mitte des 19. Jahrhunderts 4500 Einwohner. Mit der einsetzenden Industrialisierungswelle entstanden vor den Toren der Stadt Braunkohlentagebaue, die zu der Errichtung einer Brikettfabrik in Zielenzig führten. Durch die Verbesserung der Infrastruktur kam es zu einem Anwachsen der Bevölkerung, 1885 war die Einwohnerzahl auf knapp 5800 angestiegen.
Nach dem Ersten Weltkrieg siedelten sich Betriebe der Holz verarbeitenden Industrie an. Die letzte deutsche Volkszählung 1939 ermittelte 6568 Einwohner.
In einem Schuppen am Bahnhof war vom 30. Oktober 1943 bis Kriegsende der Salonwagen Nr. 1 von Kaiser Wilhelm II. abgestellt.
In der Endphase des Zweiten Weltkriegs eroberte am 2. Februar 1945 die Rote Armee Zielenzig, ohne auf militärischen Widerstand zu stoßen. Ihre Soldaten plünderten die Häuser der Innenstadt und setzten sie in Brand, sodass die Stadt zu fünfzig Prozent zerstört war. Nach Demontage der Industriebetriebe unterstellte die Rote Armee Zielenzig im Juli 1945 der Verwaltung der Volksrepublik Polen; es begann die Zuwanderung von Polen. Zielenzig wurde in Sulęcin umbenannt, die deutsche Bevölkerung vertrieben.

### Einwohnerzahl
| Jahr          | 1850 | 1875 | 1880 | 1890 | 1933 | 1939 |
| Einwohnerzahl | 4780 | 5732 | 5880 | 5958 | 5856 | 6568 |

Sulęcin hatte 2014 über 10.000 Einwohner.

## Gemeinde
Zur Stadt-und-Land-Gemeinde (gmina miejsko-wiejska) Sulęcin gehören die Stadt selbst und eine Reihe Dörfer mit Schulzenämtern.

### Partnerschaften
Es bestehen Partnerschaften zu den deutschen Städten Beeskow, Friedland (Brandenburg) und Kamen (Nordrhein-Westfalen).

## Sehenswürdigkeiten
- St.-Nikolai-Kirche, gotisch, im 14. Jahrhundert von den Templern erbaut, später erweitert, Westturm im 16. Jahrhundert angebaut. Im Februar 1945 niedergebrannt und bis etwa 1950 wiederaufgebaut. Bis 1945 evangelisch, seitdem katholisch
- St.-Heinrich-Kirche, neugotischer Backsteinbau von 1862
- Altstadthäuser aus dem 18. und 19. Jahrhundert
- Reste der mittelalterlichen Stadtmauer

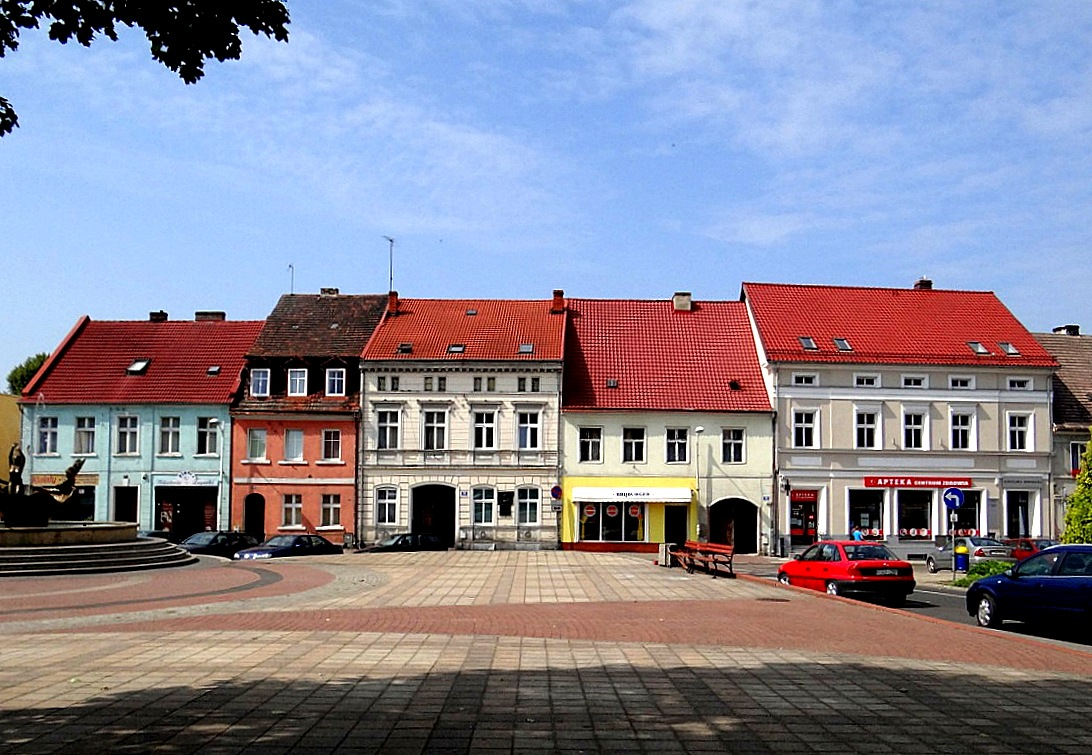
Häuserzeile am Ring
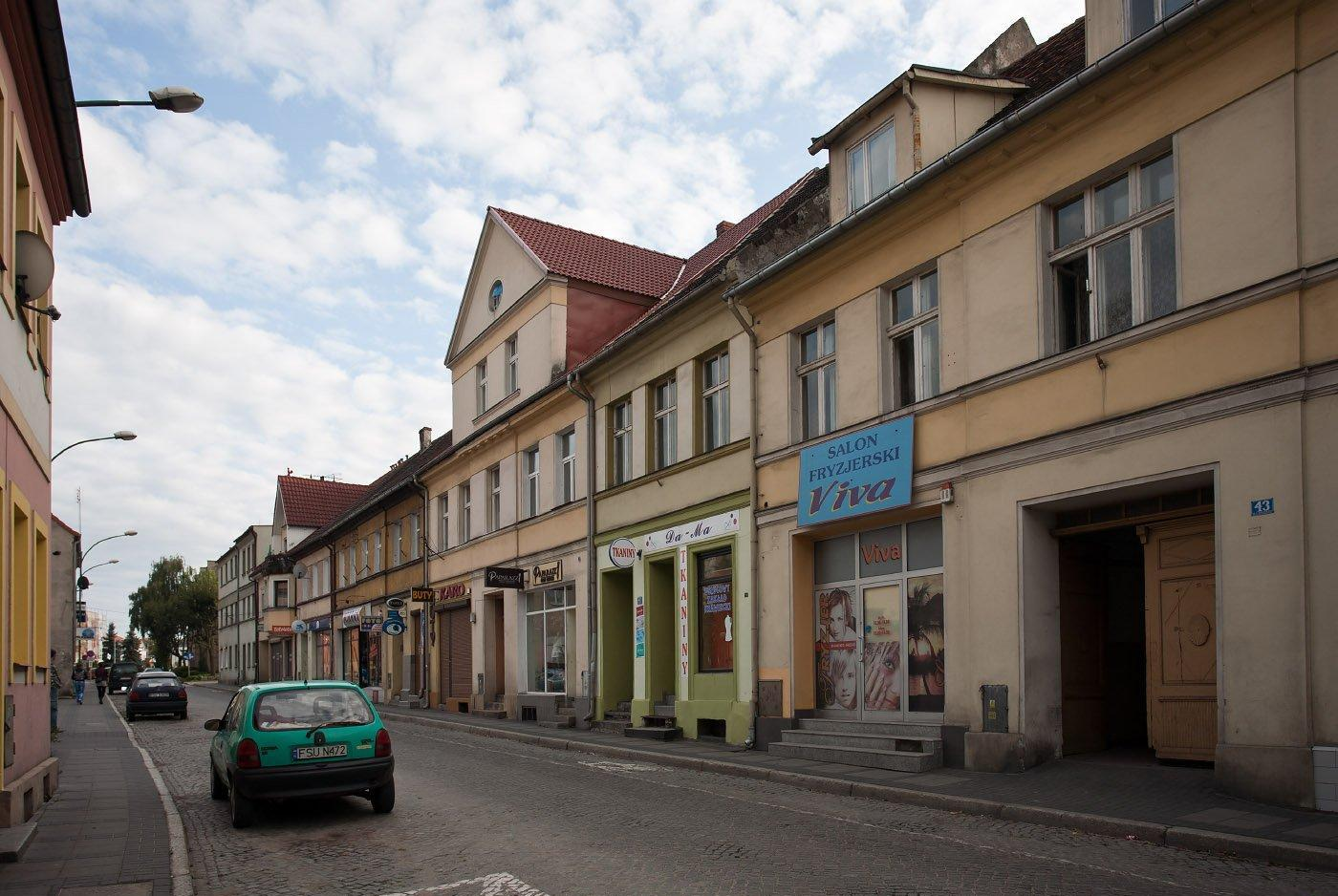
Alte Geschäftsstraße
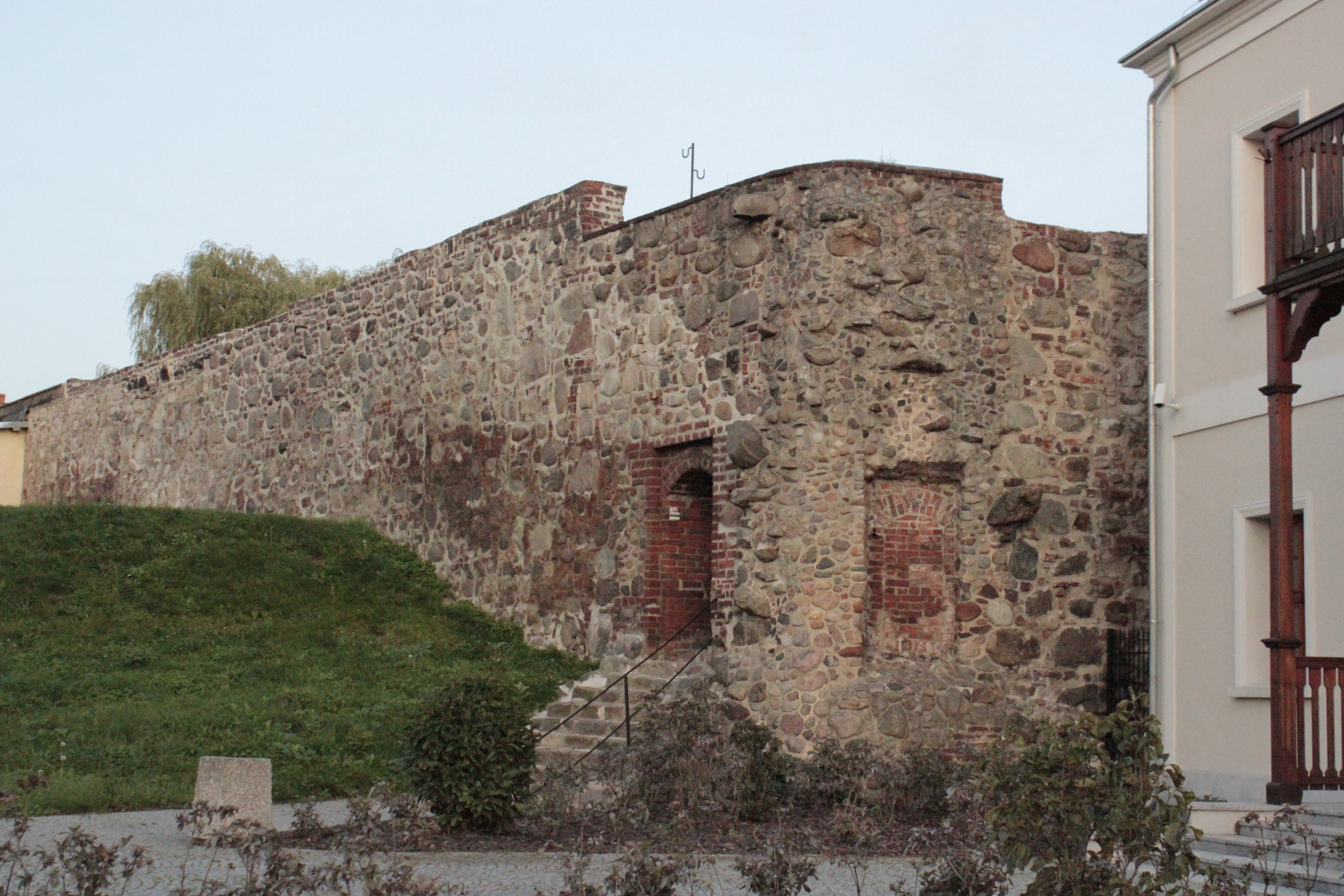
Rest der Stadtmauer
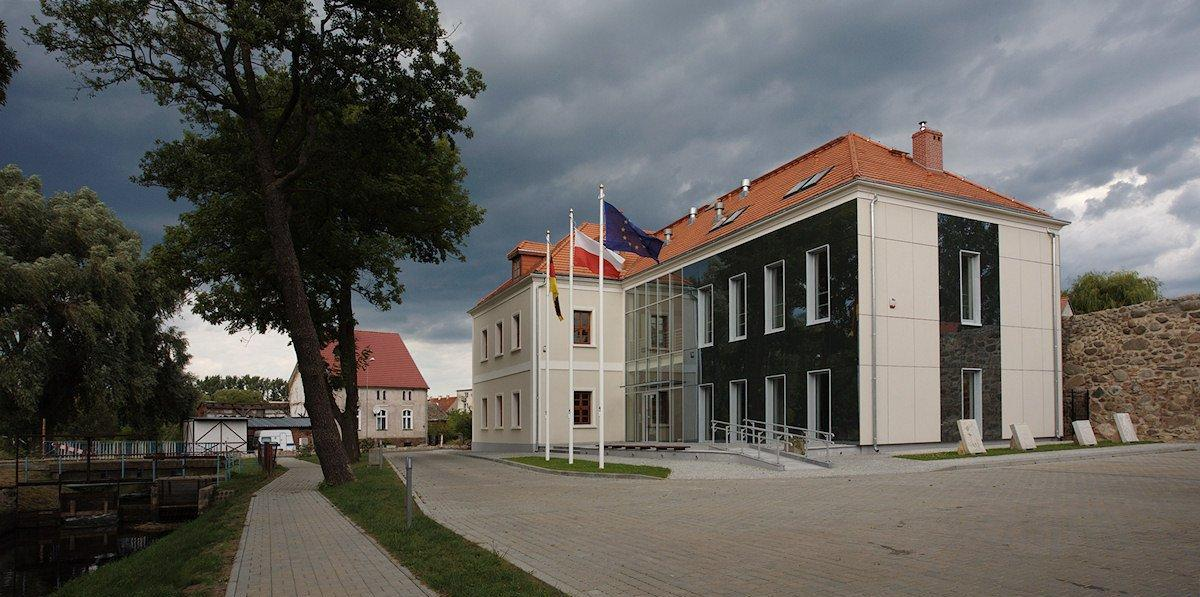
Neubauten, Jugendkulturzentrum

## Persönlichkeiten
- Joachim Ernst Blesendorf (1640–1677), Architekt und Stadtplaner
- Christoph Karl Friedrich von Bardeleben (1727–1798), preußischer Generalmajor
- Karl Leopold von Köckritz (1744–1821), Offizier
- Friedrich Wilhelm Buttel (1796–1869), Oberbaurat und Hofbaumeister in Mecklenburg-Strelitz
- Alwin Aschenborn (1816–1865), preußischer Jurist und Landrat
- Eduard Julius Ferdinand Baath (1834–1907), preußischer Generalmajor
- Ernst Krause alias Carl Sterne (1839–1903), Apotheker, Biologe und populärwissenschaftlicher Schriftsteller
- Wilhelm Kuntzemüller (1845–1918), Fotograf
- Paul Tornow (1848–1921), Architekt
- Marthe Renate Fischer (1851–1925), Schriftstellerin
- Carl Goslich (1852–1936), Chemiker und Unternehmensleiter
- Richard Kund (1852–1904), Offizier und Forschungsreisender
- Carl Böhm (1882–1942), Filmarchitekt
- Otto Schmidt-Hannover (1888–1971), Politiker
- Paul Hans Ohmert (1890–1960), Maler, Zeichner und Radierer
- Paul Malik (1890–1976), Maler und Bühnenbildner
- Charlotte Zinke (1891–1944), Politikerin (KPD), MdR
- Erich Martin Hering (1893–1967), Entomologe
- Emmy Lanzke (1900–1962), Politikerin (SPD)
- Ulli Lommel (1944–2017), Schauspieler, Filmregisseur und -produzent
- Bożena Sławiak (* 1948), polnische Politikerin
- Dariusz Goździak (* 1962), Pentathlet